# Frederik Pohl

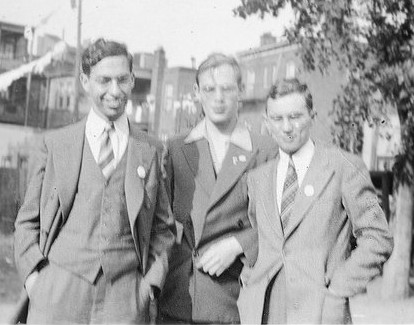
Donald A. Wollheim, Fredrik Pohl i John Michel ok. 1938

Frederik George Pohl (ur. 26 listopada 1919 w Nowym Jorku, zm. 2 września 2013 w Palatine) – amerykański pisarz i redaktor science fiction oraz krytyk fantastyki tworzący przez prawie 75 lat (pierwszy utwór, wiersz Elegy to a Dead Satellite: Luna opublikował w 1937 r., ostatni, powieść All the Lives He Led w 2011 r.).

## Życiorys
Urodził się 26 listopada 1919 w Nowym Jorku.
W latach 1959–1969 był redaktorem magazynów „Galaxy” i „If”. Był wielokrotnym laureatem nagród Hugo i Nebula, a także Damon Knight Memorial Grand Master Award. Został opisany przez Kingsleya Amisa (w pracy na temat literatury science fiction New Maps of Hell) jako nieustająco jeden z najzdolniejszych pisarzy SF. W latach 1974–1976 był prezesem Amerykańskiego Stowarzyszenia Autorów Science Fiction.
Do jego najbardziej znanych powieści należą Człowiek plus („Man Plus”, 1975) i Gateway. Brama do gwiazd („Gateway”, 1976), a także, napisana wspólnie z Cyrilem Kornbluthem, Handlarze kosmosem („Space Merchants”, 1952).
Zmarł 2 września 2013 w Palatine w stanie Illinois.

## Publikacje

### Powieści

#### Undersea Trilogy (zJackiem Williamsonem)
1. Undersea Quest (1954)
2. Undersea Fleet (1956)
3. Undersea City (1958)

#### Heechowie
- Kupcy Wenusjańscy (The Merchants of Venus, 1972) – opowiadanie zawarte także w książce „Gateway – Kupcy Wenusjańscy i inne opowieści”
- Gateway. Brama do gwiazd (Gateway 1977, Hugo, Nebula, Nagroda Campbella i Nagroda Locusa)
- Gateway. Za błękitnym horyzontem zdarzeń(inne języki) (Beyond the Blue Event Horizon 1980, nominacja do Hugo)
- Gateway – Spotkanie z Heechami (Heechee Rendezvous 1984)
- Gateway – Kroniki Heechów (Annals of the Heechee 1987)
- Gateway – Kupcy Wenusjańscy i inne opowieści (The Gateway Trip 1990)
- Chłopiec, który mógł żyć wiecznie (The Boy Who Would Live Forever: A Novel of Gateway 2004, w antologii Dalekie horyzonty)

#### Eschaton
- The Other End of Time (1996)
- The Siege of Eternity (1997)
- The Far Shore of Time (1999)

#### Mars
- Człowiek plus (Man Plus 1975, Nebula 1976)
- Mars Plus (1994) (z Thomasem T. Thomasem)

#### Saga of Cuckoo (z Jackiem Williamsonem)
- Farthest Star (1975)
- Wall Around A Star (1983)

#### Starchild Trilogy (z Jackiem Williamsonem)
- The Reefs of Space (1964)
- Starchild (1965)
- Rogue Star (1969)

#### Space Merchants
- Handlarze kosmosem / The Space Merchants (1953, z Cyrilem M. Kornbluthem)
- The Merchants’ War (1984)

#### Inne powieści
- Search the Sky (1954, z Cyrilem M. Kornbluthem)
- Gladiator-At-Law (1955, z Cyrilem M. Kornbluthem)
- Preferred Risk (1955, z Lesterem del Rey jako Edson McCann)
- Presidential Year (1956, z Cyrilem M. Kornbluthem)
- Sorority House (1956, z Cyrilem M. Kornbluthem jako Jordan Park)
- Slave Ship (1956)
- Wolfbane (1959, z Cyrilem M. Kornbluthem)
- Drunkard’s Walk (1960)
- A Plague of Pythons (1964)
- The Age of the Pussyfoot (1965)
- Jem (1980)
- The Cool War (1981)
- Syzygy (1981)
- Starburst (1982)
- The Years of the City (1984)
- Black Star Rising (1985)
- The Coming of the Quantum Cats (1986)
- Terror (1986)
- Chernobyl (1987)
- Land’s End (1988, z Jackiem Williamsonem)
- The Day The Martians Came (1988)
- Narabedla Ltd. (1988)
- Homegoing (1989)
- The World at the End of Time (1990)
- Outnumbering the Dead (1990)
- Stopping at Slowyear (1991)
- The Singers of Time (1991, z Jackiem Williamsonem)
- Mining the Oort (1992)
- The Voices of Heaven (1994)
- O Pioneer! (1998)
- Ostatnie twierdzenie (The Last Theorem 2008, z Arthurem C. Clarkiem)

### Zbiory opowiadań
- Alternating Currents (1956)
- The Case Against Tomorrow (1957)
- Tomorrow Times Seven (1959)
- The Man Who Ate the World (1960)
- Turn Left at Thursday (1961)
- The Wonder Effect (1962 z Cyrilem M. Kornbluthem)
- The Abominable Earthman (1963)
- Digits and Dastards (1966)
- The Frederik Pohl Omnibus (1966)
- Day Million (1970)
- The Gold at the Starbow’s End (1972)
- The Best of Frederik Pohl (1975)
- In The Problem Pit (1976)
- The Early Pohl (1976, utwory z lat 1937-1943, większość jako James MacCreigh)
- Critical Mass (1977, z Cyrilem M. Kornbluthem)
- Survival Kit (1979)
- Before the Universe (1980, z Cyrilem M. Kornbluthem)
- Planets Three (1982, jako James MacCreigh)
- Midas World (1983)
- Pohlstars (1984)
- Tales from the Planet Earth (1986)
- BiPohl (1987)
- Our Best: The Best of Frederik Pohl and C.M. Kornbluth (1987, z Cyrilem M. Kornbluthem)
- Platinum Pohl (2005)

### Autobiografia
- The Way the Future Was (1978)

### Utwory nonfiction
- Tiberius (1960, jako Ernst Mason)
- Practical Politics 1972 (1971)
- Science Fiction Studies in Film (1980, z Frederikiem Pohlem IV)
- Our Angry Earth (1991, z Isaakiem Asimovem)
- Chasing Science: Science as Spectator Sport (2000)

## Wydawca
- The Expert Dreamers (1962)
- Nebula Winners Fourteen (editor) (1980)